# Кошкорган
Кошкорган (каз. Көшқорған) — село в Сауранском районе Туркестанской области Казахстана. Входит в состав Урангайского сельского округа. Код КАТО — 512649400.

## Население
В 1999 году население села составляло 1007 человек (514 мужчин и 493 женщины). По данным переписи 2009 года в селе проживало 1209 человек (610 мужчин и 599 женщин).